# Alexander von Ungern-Sternberg

Alexander von Ungern-Sternberg

Peter Alexander Freiherr von Ungern-Sternberg, Künstlername: Alexander von Sternberg, Pseudonym: Sylvan (* 10.jul. / 22. April 1806greg. auf Gut Noistfer (Purdi), Gouvernement Estland, Russisches Kaiserreich; † 24. August 1868 in Dannenwalde, Mecklenburg-Strelitz), war ein deutscher Erzähler, Dichter und Maler.

## Leben
Er entstammte der deutsch-baltischen Adelsfamilie Ungern-Sternberg und war Verfasser historischer und biographischer Romane, Novellen und ironischer Märchen. Er lebte von 1841 bis 1854 in Berlin und war dort unter anderem als Autor für die Kreuzzeitung tätig. Gelegentlich betätigte er sich auch als Zeichner.
Ungern-Sternberg studierte Jura, Philosophie und Literaturgeschichte an der Kaiserlichen Universität Dorpat und zog 1830 – nach einem kurzen Aufenthalt in Petersburg – nach Dresden, wo er die Bekanntschaft Ludwig Tiecks machte. In den 30er Jahren des 19. Jahrhunderts publizierte Ungern-Sternberg seine Texte in mehreren Taschenbüchern, unter anderem in der Urania. 1841 ließ er sich in Berlin nieder und verkehrte dort mit Karl Gutzkow, Willibald Alexis, Fanny Lewald, Tiecks und anderen Künstlern der Berliner Salons. Im Revolutionsjahr 1848 stand Ungern-Sternberg auf Seiten der Konservativen und war Mitarbeiter der königstreuen Kreuzzeitung; später ging er im Auftrag der russischen Gesandtschaft in Berlin als Berichterstatter zum Frankfurter Parlament.

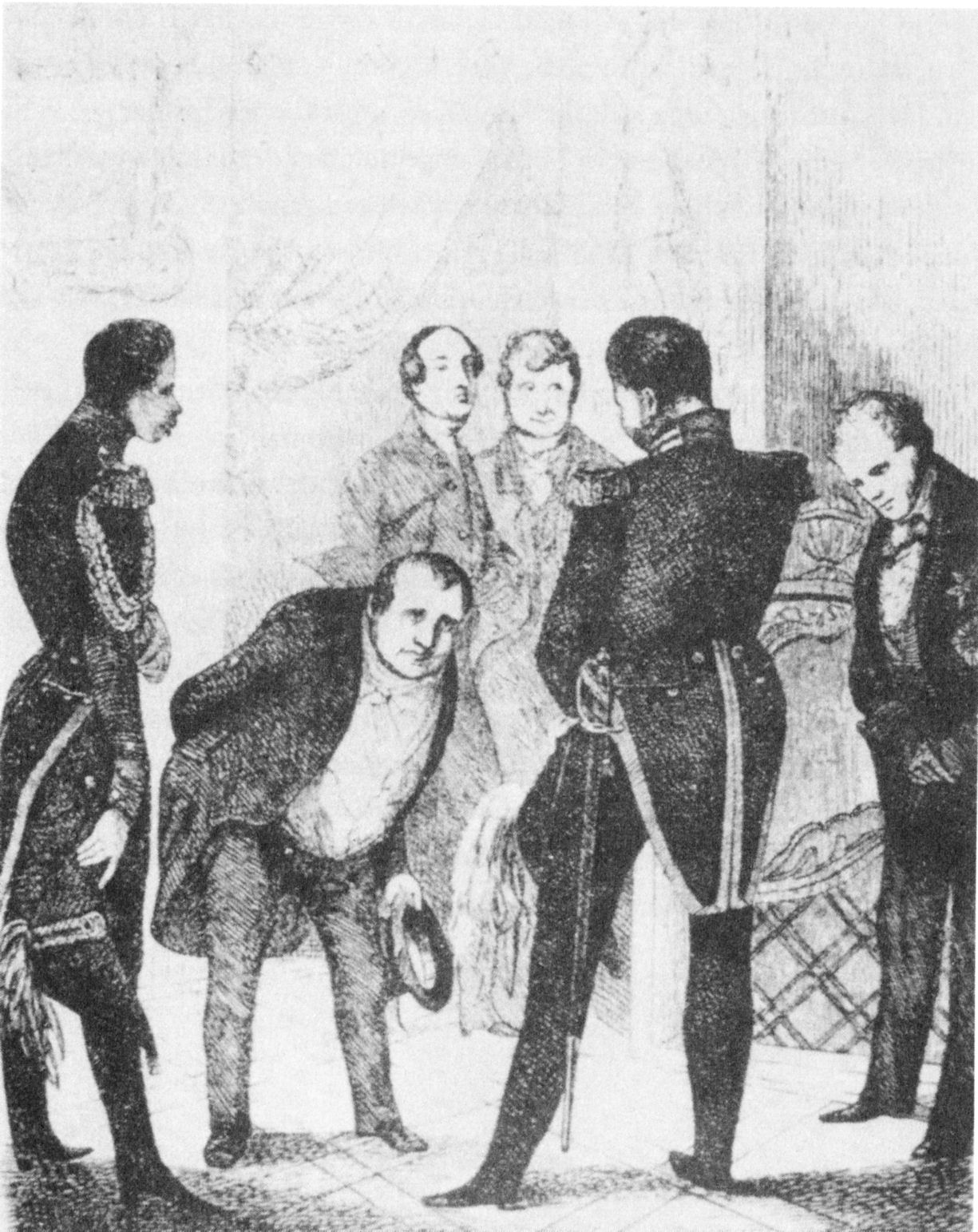
Der gichtkranke Ludwig Tieck verbeugt sich vor dem preußischen König. Ungern-Sternbergs Karikatur zu seinem Roman „Tutu“

Er heiratete erst nach 1850 in Dresden Karoline Luise von Waldow (1811–1867). Die letzten Jahre seines Lebens verlebte er mit seiner Ehefrau auf seinem Gut Gramzow im mecklenburgischen Fürstenberger Werder, das ihm sein Schwager, der Gutsbesitzer und Kammerherr Franz von Waldow, als Wohnsitz überlassen hatte. Er starb 62-jährig, bereits seit einem Jahr verwitwet, im August 1868 bei einem Besuch bei seinem Schwager auf dessen Gut Dannenwalde.

## Werke
- Die Zerrissenen. Novelle. Stuttgart & Tübingen, 1832. (Digitalisat)
- Die Alchymisten. Novelle. In: Urania. Taschenbuch auf das Jahr 1835. S. 317–394. (Digitalisat)
- Die Gebrüder Breughel. Novelle. In: Urania. Taschenbuch auf das Jahr 1836. S. 1–110. (Digitalisat)
- Jena und Leipzig. Novelle in zwei Teilen. 2 Bände, Berlin, 1844. (Digitalisat)
- Tutu. Phantastische Episoden und poetische Excursionen. Leipzig, 1846 (Digitalisat)
- Die Royalisten. Erzählung. Bremen 1848.
- Braune Märchen. Bremen, 1850; 3. Auflage, Wien 1864.
- Die Ritter von Marienburg. 3 Bände, F. A. Brockhaus, Leipzig 1853 (Digitalisat)
- Das stille Haus. Eine Erzählung für Winter-Abende. Berlin 1854.
- Erinnerungsblätter. 6 Bände., Berlin / Leipzig 1855–1860.
- Der Deutsche Gilblas – Ein komischer Roman. 2 Bände, Bremen 1851.
- Ein Fasching in Wien. Wien 1851.
- Ein Carneval in Berlin. Leipzig 1852.
- Macargan oder die Philosophie des achtzehnten Jahrhunderts. Ein Roman. Leipzig 1853.
- Georgette – Ein Roman. Hoffmannsche Verlags-Buchhandlung, Stuttgart 1840.
- Die gelbe Gräfin. 2 Bände, Berlin 1848.
- Wilhelm. 2 Bände, Berlin 1849.
- Berühmte deutsche Frauen des achtzehnten Jahrhunderts. 2 Bände, Leipzig: F. A. Brockhaus 1848.
- Susanne. 2 Bände, Verlag Louis Quien, Berlin 1847.
- Selene. Berlin: Schroeder 1853.
- Elisabeth Charlotte, Herzogin von Orléans – Ein biographischer Roman. 3 Bände, Berlin 1861.[1]
- Dorothee von Kurland – Ein biographischer Roman. 3 Bände 1859.
- Die Dresdener Galerie – Geschichten und Bilder. 2 Bände, Leipzig 1857 und 1858.
- Künstlerbilder. 3 Bände, Leipzig 1861.
- Peter Paul Rubens – Ein biographischer Roman. Leipzig 1862.[2]
- Novellen. 5 Bände, Stuttgart 1832–1834.
- Erzählungen und Novellen. 4 Bände, Dessau 1844.
- Das Buch der drei Schwestern. 2 Bände, Leipzig 1847.
- Die Nachtlampe. 4 Bände, Berlin 1853–1854.
- Kleine Romane und Erzählungen. 3 Bände, Leipzig 1862.
- Die Zerrissenen. Stuttgart 1832.
- Lessing. Stuttgart 1834.
- Molière. Stuttgart 1834.
- Saint Sylvan. 2 Bände, Frankfurt am Main 1839.
- Alfred. Verlag Karl Aue, Dessau 1841.
- Missionär. 2 Bände, Leipzig 1842.
- Diane. 3 Bände, Berlin 1842.[3]
- Paul. 3 Bände, Leipzig 1845.
- Die beiden Schützen. Bremen 1849.
- Die Kaiser-Wahl. Bremen: Schlodtmann 1849 (= Neupreußische Zeitbilder III.).

Neuausgaben:
- Scholastika. In: Deutscher Novellenschatz. Herausgegeben von Paul Heyse und Hermann Kurz. Band 20, 2. Auflage, Berlin 1910, S. 1–102. In: Thomas Weitin (Hrsg.): Volldigitalisiertes Korpus. Der Deutsche Novellenschatz. Darmstadt/Konstanz, 2016. (Digitalisat und Volltext im Deutschen Textarchiv)
- Tutu. Phantastische Episoden und poetische Exkursionen. F.W. Hendel-Verlag, Meersburg am Bodensee 1936
- Braune Märchen. 1986. ISBN 3-416-01899-0
- Moosgrüne Märchen. 1989. ISBN 3-355-00980-6
- Die Wachskerze. Verschollene Phantasien. 1998. ISBN 3-932621-13-1
- Physiologie der Gesellschaft in Briefen eines Vaters an seinen Sohn. Ein Beitrag zu Knigge's Umgang mit Menschen. 1844 in: Fundstücke, Nummer 5. Herausgegeben von Dirck Linck. Wehrhahn Verlag, Hannover 2005. ISBN 978-3-932324-70-3